# 가와카미촌 (야마구치현)
가와카미촌(川上村)은 야마구치현 북부 아부강과 그 지류 유역 주변에 있던 정이며, 아부군에 속했다.
2005년 3월 6일 하기시, 스사정, 다마가와정, 무쓰미촌, 아사히촌, 후쿠에촌과 합병해 새로운 하기시가 되어 소멸하였다.

## 지리
아부강이 마을의 거의 중앙을 흐르고, 또 마을 내에 있는 아부카와댐 호수가 가로놓여 있다.
사방을 산지가 둘러싸고 있어 가주 면적이 낮다.

## 역사
- 1889년 4월 1일 - 정촌제 시행에 의해 가와카미촌이 성립하였다.
- 2005년 3월 6일 - 하기시, 스사정, 다마가와정, 무쓰미촌, 아사히촌, 후쿠에촌과 합병해 새로운 하기시가 성립하였다. 동일 가와카미촌은 폐지되었다.

## 교통

### 도로
- 국도 제262호선 (일본)(일본어판)